# Hugues Laurent

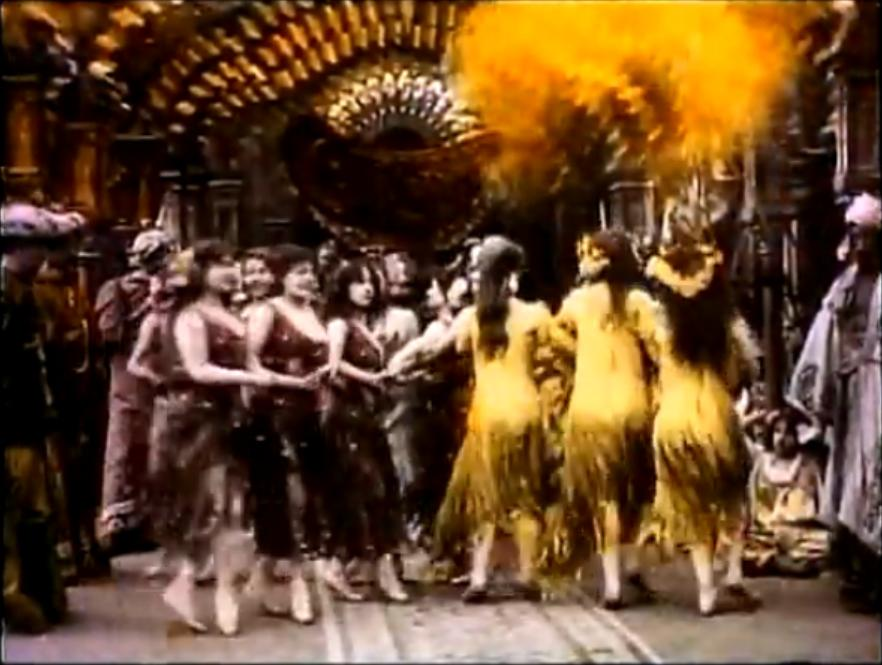
Una scena del film Aladin ou la Lampe merveilleuse, diretto da Albert Capellani e con la scenografia di Hugues Laurent

Hugues Laurent (Alfortville, 24 giugno 1885 – Tourrettes-sur-Loup, 16 settembre 1990) è stato uno scenografo francese.

## Biografia
Hugues Laurent studiò all'Ecole des Beaux-Arts di Parigi e iniziò la sua carriera come scenografo nel 1904. Curò la progettazione di scenari per rappresentazioni teatrali e lavorò anche come pittore. Nel 1941 fu nominato capo progettista della Pathé e della Gaumont. Collaborò con Jean Renoir nei film Boudu salvato dalle acque (1932) e Verso la vita (1936), insieme al suo collega Eugène Lourié. Dopo la seconda guerra mondiale, Hugues Laurent insegnò anche presso la scuola di cinema IDHEC (Sigla dell'Institut des Hautes Études Cinématographiques) e lavorò come scenografo e direttore di oltre 300 cortometraggi.
Nei primi anni sessanta si ritirò dal cinema e trascorse la sua vecchiaia nelle Alpi Marittime francesi, dove morì all'età di 105 anni.

## Filmografia

### Scenografo
- Roman d'amour, regia di Vincent Lorant-Heilbronn e Ferdinand Zecca (1904)
- Joseph vendu par ses frères, regia di Vincent Lorant-Heilbronn (1904)
- L'incendie du Théâtre Iroquois à Chicago, regia di Lucien Nonguet (1904)
- L'assassinat du ministre Plehve, regia di Lucien Nonguet (1904)
- Le voleur de bicyclette, regia di Charles-Lucien Lépine (1905)
- Les étudiants de Paris, regia di Harry Ray (1906)
- Aladin ou la Lampe merveilleuse, regia di Albert Capellani (1906)
- Le bonhomme jadis, regia di Émile Chautard (1912)
- Boule de gomme, regia di Georges Lacombe (1931)
- Coeur de Paris, regia di Jean Benoît-Lévy e Marie Epstein (1932)
- L'Affaire Blaireau, regia di Henry Wulschleger (1932)
- L'Enfant du miracle, regia di André Gillois (1932)
- La Bonne Aventure, regia di Henri Diamant-Berger (1932)
- Boudu salvato dalle acque (Boudu sauvé des eaux), regia di Jean Renoir (1932)
- Le Crime du Bouif, regia di André Berthomieu (1933)
- Flofloche, regia di Gaston Roudès (1934)
- Le chant de l'amour, regia di Gaston Roudès (1935)
- La joueuse d'orgue, regia di Gaston Roudès (1936)
- Il ladro gentiluomo (Arsène Lupin détective), regia di Henri Diamant-Berger (1937)
- Soeurs d'armes, regia di Léon Poirier (1937)
- Aloha, le chant des îles, regia di Léon Mathot (1937)
- Brazza ou l'épopée du Congo, regia di Léon Poirier (1940)
- L'enfant des neiges, regia di Albert Guyot (1951)
- Parigi è sempre Parigi, regia di Luciano Emmer (1951)

### Direttore artistico
- Tout s'arrange, regia di Henri Diamant-Berger (1931)
- Chassé-croisé, regia di André Gillois (1932)
- Le béguin de la garnison, regia di Robert Vernay e Pierre Weill (1933)
- La poule, regia di René Guissart (1933)
- Le sexe faible, regia di Robert Siodmak (1933)
- Pêcheur d'Islande, regia di Pierre Guerlais (1934)
- Il re dei Campi Elisi, regia di Max Nosseck (1934)
- La petite dame du wagon-lit, regia di Maurice Cammage (1936)
- La vergine folle, regia di Henri Diamant-Berger (1938)
- L'ange qu'on m'a donné, regia di Jean Choux (1946)
- Le bateau à soupe, regia di Maurice Gleize (1946)
- Les nouveaux maîtres, regia di Paul Nivoix (1950)

### Decoratore
- Le tampon du capiston, regia di Joe Francis, Jean Toulout (1930)
- Trois balles dans la peau, regia di Roger Lion (1934)
- Verso la vita, regia di Jean Renoir (1936)
- Il giro del mondo, regia di Maurice Cammage (1939)
- È arrivata la fortuna, regia di André Hugon, Yves Mirande (1940)
- Topaze, regia di Marcel Pagnol (1951)